# Simeon Nwankwo
Simeon Tochukwu Nwankwo (ur. 7 maja 1992 w Onitshy) – nigeryjski piłkarz grający na pozycji napastnika.

## Kariera piłkarska
Swoją karierę piłkarską Nwankwo rozpoczął w Portugalii, w klubie Portimonense SC. W 2011 roku awansował do pierwszej drużyny 21 sierpnia 2011 w przegranym 0:2 wyjazdowym meczu z Moreirense FC. W Portimonense grał przez dwa lata.
Latem 2013 roku Nwankwo przeszedł do pierwszoligowego Gil Vicente FC. Swój debiut w nim zaliczył 18 sierpnia 2013 w zwycięskim 2:0 domowym meczu z Académiką Coimbra. W sezonie 2014/2015 spadł z Gil Vicente do drugiej ligi. W Gil Vicente grał również w sezonie 2015/2016.
Latem 2016 roku Nwankwo został zawodnikiem grającego w Serie A, FC Crotone. Swój debiut w Crotone zaliczył 21 sierpnia 2016 w przegranym 0:1 wyjazdowym meczu z Bologną. W sezonie 2017/2018 spadł z Crotone do Serie B.
| Sezon   | Klub            | Kraj       | Rozgrywki     | Mecze | Gole |
| ------- | --------------- | ---------- | ------------- | ----- | ---- |
| 2011/12 | Portimonense SC | Portugalia | Segunda Liga  | 24    | 5    |
| 2012/13 | Portimonense SC | Portugalia | Segunda Liga  | 32    | 11   |
| 2013/14 | Gil Vicente FC  | Portugalia | Primeira Liga | 15    | 0    |
| 2014/15 | Gil Vicente FC  | Portugalia | Primeira Liga | 30    | 9    |
| 2015/16 | Gil Vicente FC  | Portugalia | Segunda Liga  | 43    | 20   |
| 2016/17 | FC Crotone      | Włochy     | Serie A       | 21    | 3    |
| 2017/18 | FC Crotone      | Włochy     | Serie A       | 23    | 7    |

## Kariera reprezentacyjna
W reprezentacji Nigerii Nwankwo zadebiutował 28 maja 2018 roku w zremisowanym 1:1 towarzyskim meczu z Demokratyczną Republiką Konga, rozegranym w Port Harcourt. W 2018 roku powołano go do kadry na Mistrzostwa Świata w Rosji. Rozegrał na nim dwa mecze: z Chorwacją (0:2) i z Argentyną (1:2).